# Katwoman XXX
Katwoman ist eine US-amerikanische Porno-Parodie auf die Figur Catwoman mit Dylan Ryder in der weiblichen Hauptrolle.

## Handlung
Batfxxx fehlt und Gothard City ist in Gefahr, von einem tödlichen Virus ausgelöscht zu werden. Katwoman ist ihre einzige Hoffnung auf Überleben und diese macht einen Deal mit ihrem Erzfeind Der Jo-Kerr die Stadt aus dieser potenziellen Bedrohung zu retten.

## Nominierungen
- 2012: AVN Award - Best Art Direction, Best Cinematography, Best Director - Parody, Best Editing, Best Makeup, Best Overall Marketing Campaign - Individual Project, Best Parody - Drama, Best Special Effects
- 2012: XBIZ Award - Acting Performance of the Year - Female (Dylan Ryder)

## Wissenswertes
- Derselbe Regisseur drehte im Jahr 2010 bereits den mehrfach preisgekrönten Film BatfXXX: Dark Night Parody. Katwoman XXX ist als Prequel zu BatfXXX positioniert und erzählt die Geschichte, wie Jo - Kerr (der Bösewicht in BatfXXX) Katwoman trifft (die auch in BatfXXX vorgestellt wurde, obwohl in diesem Film die Figur von Madelyn Marie verkörpert wurde) und wie das Paar zu Massenmördern wurde.
- Ein weiterer Aspekt des Films ist, dass er die Figur Jo-kette vorstellt (gespielt vom britischen Porno-Star Gemma Massey), die im Wesentlichen eine umbenannte Harley Quinn ist.